# Denise Restout
Denise Restout (ur. 24 listopada 1915 w Paryżu, zm. 9 marca 2004 w Lakeville (Connecticut)) – klawesynistka francuska, przyjaciółka i partnerka Wandy Landowskiej.

## Życiorys
Studiowała rysunek, geometrię, historię sztuki i malarstwo w studio Bazot i od roku 1928 w Szkole Sztuki Użytkowej w Paryżu. W roku 1933 rozpoczęła naukę gry na klawesynie u Wandy Landowskiej i na organach u Josepha Bonneta. Wkrótce została przyjaciółką i partnerką życiową Landowskiej. W roku 1940 uchodząc przed prześladowaniami hitlerowskimi, Wanda Landowska wraz z Denise Restout przeniosła się do Banyuls-sur-Mer na południu Francji, znajdującym się pod rządami Vichy. Przez Lizbonę przedostały się 1941 dalej do Stanów Zjednoczonych i zamieszkały w Lakeville w stanie Connecticut, gdzie Landowska wznowiła działalność koncertową i pedagogiczną.
Po śmierci Wandy Landowskiej w roku 1959 Denise Restout zaopiekowała się jej spuścizną. Opublikowała w roku 1964 wraz z Robertem Hawkinsem zbiór pism Landowskiej o tematyce muzycznej. Prowadziła działalność koncertową i pedagogiczną, była też organistką w kościele katolickim w Lakeville.
Ambasador Rzeczypospolitej Polskiej w Waszyngtonie nagrodził Denise Restout medalem „Amicus Poloniae” (Przyjaciel Polski).